# Rudy Reunes
Rudy Reunes (* 24. Oktober 1967 in Gent; † 10. November 2010) war ein belgischer Jazztrompeter.
Reunes hatte Unterricht bei Dirk Brossé, studierte Improvisation u. a. bei Marc Godfroid. Er hatte ein eigenes Quartett mit dem Gitarristen Hans Van Ooost, Filip Deprez oder Jean Van Lint (Bass) und Wim Deroeck oder Luc Vanden Bossch (Schlagzeug). Ferner gehörte er verschiedenen Formationen an, wie The Whodads, Panache, The Smokey Midnight Gang, Boss Ross Quintet und Indian Cigars. Er spielte außerdem mit Sammy Rimington und Maceo Parker. Daneben unterrichtete er an der Gentse Academie voor Podiumkunsten (APK) und an der Merelbeekse muziekschool. Rudy Reunes starb 2010 bei einem Verkehrsunfall.

## Diskographische Hinweise
- The Whodads – Sahara (Kinky Star, 1999)
- The Whodads – Bongo Festeris (Kinky Star, 2000)
- The Smoky Midnight Gang – Busted (2005)
- The Smoky Midnight Gang – Loaded (2010)